# Lillie Leatherwood
Lillie Mae Leatherwood (ur. 6 lipca 1964 w Tuscaloosie) – amerykańska lekkoatletka specjalizująca się w długich biegach sprinterskich, dwukrotna medalistka olimpijska w biegu sztafetowym 4 x 400 metrów: złota (Los Angeles 1984) oraz srebrna (Seul 1988).

## Igrzyska olimpijskie
| Miejsce | Dzień       | Rok  | Miejscowość | Konkurencja        | Czas biegu  | Strata   | Zwycięzca            |
| ------- | ----------- | ---- | ----------- | ------------------ | ----------- | -------- | -------------------- |
| 5.      | 6 sierpnia  | 1984 | Los Angeles | bieg na 400 m      | 50,25 s     | + 1,42 s | Valerie Brisco-Hooks |
| złoto   | 11 sierpnia | 1984 | Los Angeles | sztafeta 4 × 400 m | 3:18,29 mim | –        | –                    |

## Mistrzostwa świata
| Miejsce | Dzień       | Rok  | Miejscowość | Konkurencja        | Czas biegu  | Strata   | Zwycięzca        |
| ------- | ----------- | ---- | ----------- | ------------------ | ----------- | -------- | ---------------- |
| 5.      | 31 sierpnia | 1987 | Rzym        | bieg na 400 m      | 50,82 s     | + 1,44 s | Olha Bryzhina    |
| brąz    | 6 września  | 1987 | Rzym        | sztafeta 4 × 400 m | 3:21,04 min | + 2,41 s | NRD              |
| 7.      | 27 sierpnia | 1991 | Tokio       | bieg na 400 m      | 51,53 s     | + 2,40 s | Marie-José Pérec |
| srebro  | 1 września  | 1991 | Tokio       | sztafeta 4 × 400 m | 3:20,15 min | + 1,72 s | ZSRR             |

## Halowe mistrzostwa świata
| Miejsce | Dzień    | Rok  | Miejscowość  | Konkurencja        | Czas biegu  | Strata   | Zwycięzca    |
| ------- | -------- | ---- | ------------ | ------------------ | ----------- | -------- | ------------ |
| srebro  | 8 marca  | 1987 | Indianapolis | bieg na 400 m      | 52,54 s     | + 0,88 s | Sabine Busch |
| brąz    | 10 marca | 1991 | Sewilla      | sztafeta 4 × 400 m | 3:29,00 min | + 1,78 s | Niemcy       |

## Rekordy życiowe
- bieg na 200 metrów – 22,38 – Tuscaloosa 17/05/1987
- bieg na 300 metrów – 36,37 – Azusa 11/04/1992
- bieg na 400 metrów – 49,66 – Nowy Jork 15/06/1991
- bieg na 400 metrów (hala) – 52,54 – Indianapolis 08/03/1987 / 52,53OT – Johnson City 23/01/1988[1]